# Peter II van den Ghein
Peter II van den Ghein (ook wel Gheyn) was de zoon van Peter I. Hij was te Mechelen werkzaam in de periode 1561-1593. Hij stierf aldaar in 1598.
Het is niet altijd even gemakkelijk aan te geven wanneer hij als klokkengieter begonnen is. Gewoonlijk neemt men aan na de dood van zijn vader Peter I in 1561. Peter II was, mede door zijn vele huizentransacties, in goeden doen. Maar ook zal daarin een rol hebben gespeeld dat hij niet alleen klokken goot, maar ook talrijke bronzen vijzels, tafelbellen enz.
Peter II blijkt tot aan zijn dood in 1598 actief te zijn geweest, hetgeen een niet geringe tijdspanne is. Of waren de laatste klokken van de hand van zijn zoon Peter III ? Ook twee andere zonen, Hendrik en Jan III, werden klokkengieter.
In tegenstelling tot zijn vader heeft Peter II nauwelijks beiaarden gemaakt. Wel heeft hij er meerdere uitgebreid. Als klokkengieter lagen zijn voornaamste activiteiten dan ook op het terrein van luidklokken.
In de Onze-Lieve-Vrouwebasiliek in Halle hangen klokken die door hem gegoten zijn.